# Coppa di Polonia 2010-2011 (pallavolo femminile)
La Coppa di Polonia 2010-2011 si è svolta dal 19 settembre 2010 al 10 aprile 2011: al torneo hanno partecipato ventidue squadre di club polacche e la vittoria finale è andata per la prima volta al Muszynianka.

## Regolamento
Alla competizione prendono parte 22 squadre. Durante la prima fase si sono affrontate le squadre proveniente dalle categorie minori. Nei primi quattro turni gli incontri si sono svolti in gara unica, nel quinto in gare di andata e ritorno ed al sesto turno, a cui hanno preso parte quattro club provenienti dalla PlusLiga, nuovamente in gara unica. Le gare della final-eight si sono svolte nella città di Inowrocław.

## Squadre partecipanti
| - Skra Bełchatów - AZS Białystok - BKS - Gwardia Wrocław - Pałac Bydgoszcz - Silesia Chorzów - AZS Kraków - Gedania | - Dąbrowa Górnicza - Politechnika Śląska - Legionovia - Budowlani Łódź - Jaworzno - Stal Mielec - MOSiR Mysłowice - Murowana Goślina | - Murowana Goślina 2 - Muszynianka - KSZO Ostrowiec - PTPS - Chemik Police - Energetyk Poznań - Pszczyna - Rumia | - Atom Trefl Sopot - Sparta Warszawa |

## Risultati

### Tabellone
|  | Quarti di finale | Quarti di finale | Quarti di finale |                  |             | Semifinali  | Semifinali | Semifinali |  |  | Finale | Finale | Finale |  |
|  |                  |                  |                  |                  |             |             |            |            |  |  |        |        |        |  |
|  | Muszynianka      | Muszynianka      | 3                |                  |             |             |            |            |  |  |        |        |        |  |
|  | Muszynianka      | Muszynianka      | 3                |                  |             |             |            |            |  |  |        |        |        |  |
|  | PTPS             | PTPS             | 0                |                  |             |             |            |            |  |  |        |        |        |  |
|  | PTPS             | PTPS             | 0                |                  | Muszynianka | Muszynianka | 3          |            |  |  |        |        |        |  |
|  |                  |                  |                  |                  | Muszynianka | Muszynianka | 3          |            |  |  |        |        |        |  |
|  |                  |                  | Pałac Bydgoszcz  | Pałac Bydgoszcz  | 0           |             |            |            |  |  |        |        |        |  |
|  | Pałac Bydgoszcz  | Pałac Bydgoszcz  | Pałac Bydgoszcz  | Pałac Bydgoszcz  | 0           | 3           |            |            |  |  |        |        |        |  |
|  | Pałac Bydgoszcz  | Pałac Bydgoszcz  |                  |                  |             |             |            |            |  |  |        |        |        |  |
|  | Rumia            | Rumia            | 0                |                  |             |             |            |            |  |  |        |        |        |  |
|  | Rumia            | Rumia            | 0                |                  | Muszynianka | Muszynianka | 3          |            |  |  |        |        |        |  |
|  |                  |                  |                  |                  |             |             |            |            |  |  |        |        |        |  |
|  |                  |                  | BKS              | BKS              | 2           |             |            |            |  |  |        |        |        |  |
|  | BKS              | BKS              | BKS              | BKS              | 2           | 3           |            |            |  |  |        |        |        |  |
|  | BKS              | BKS              |                  |                  |             |             |            |            |  |  |        |        |        |  |
|  | Dąbrowa Górnicza | Dąbrowa Górnicza | 2                |                  |             |             |            |            |  |  |        |        |        |  |
|  | Dąbrowa Górnicza | Dąbrowa Górnicza | 2                |                  | BKS         | BKS         | 3          |            |  |  |        |        |        |  |
|  |                  |                  |                  |                  | BKS         | BKS         | 3          |            |  |  |        |        |        |  |
|  |                  |                  | Atom Trefl Sopot | Atom Trefl Sopot | 1           |             |            |            |  |  |        |        |        |  |
|  | Atom Trefl Sopot | Atom Trefl Sopot | Atom Trefl Sopot | Atom Trefl Sopot | 1           | 3           |            |            |  |  |        |        |        |  |
|  | Atom Trefl Sopot | Atom Trefl Sopot |                  |                  |             |             |            |            |  |  |        |        |        |  |
|  | Budowlani Łódź   | Budowlani Łódź   | 0                |                  |             |             |            |            |  |  |        |        |        |  |

### Calendario

#### Prima fase
Dati non disponibili

#### Seconda fase
|                                                                         | Legionovia         | 3 - 0 | Bye              |                     |
| 18 settembre 2010 - ore xx:xx Hala Sportowa Gimnazjum, Murowana Goślina | Murowana Goślina 2 | 0 - 3 | Energetyk Poznań | 15-25, 12-25, 20-25 |
| 22 settembre 2010 - ore xx:xx Hala Widowisko-Sportowa MCKiS, Jaworzno   | Jaworzno           | 0 - 3 | Silesia Chorzów  | 17-25, 19-25, 24-26 |
|                                                                         | Skra Bełchatów     | 3 - 0 | Bye              |                     |

#### Terza fase
| 13 ottobre 2010 - ore xx:xx Hala widowiskowo-sportowa, Murowana Goślina | Murowana Goślina    | 3 - 0 | Gedania         | 28-26, 25-14, 25-16               |
| 29 ottobre 2010 - ore xx:xx Arena Legionowo, Legionowo                  | Legionovia          | 1 - 3 | PTPS            | 25-20, 17-25, 21-25, 21-25        |
| 13 ottobre 2010 - ore xx:xx Hala CRS Bielany, Varsavia                  | Sparta Warszawa     | 3 - 1 | Chemik Police   | 23-25, 25-13, 25-17, 25-17        |
| 13 ottobre 2010 - ore xx:xx Grunwaldzka, Poznań                         | Energetyk Poznań    | 0 - 3 | KSZO Ostrowiec  | 13-25, 19-25, 11-25               |
| 13 ottobre 2010 - ore xx:xx Hala Nowa Ośrodka Sportu, Gliwice           | Politechnika Śląska | 2 - 3 | Pszczyna        | 25-21, 25-22, 22-25, 21-25, 12-15 |
| 13 ottobre 2010 - ore xx:xx Szkoły Mistrzostwa Sportowego, Chorzów      | Silesia Chorzów     | 0 - 3 | MOSiR Mysłowice | 18-25, 18-25, 16-25               |
| 27 ottobre 2010 - ore xx:xx Hala Energia, Bełchatów                     | Skra Bełchatów      | 0 - 3 | AZS Kraków      | 18-25, 23-25, 12-25               |

#### Quarta fase
| 27 ottobre 2010 - ore xx:xx Hala widowiskowo-sportowa, Murowana Goślina | Murowana Goślina | 0 - 3 | PTPS           | 17-25, 18-25, 25-27               |
| 27 ottobre 2010 - ore xx:xx Hala CRS Bielany, Varsavia                  | Sparta Warszawa  | 3 - 2 | KSZO Ostrowiec | 25-18, 21-25, 25-19, 23-25, 15-10 |
| 27 ottobre 2010 - ore xx:xx Ks. Norberta Bończyka, Mysłowice            | MOSiR Mysłowice  | 0 - 3 | Pszczyna       | 26-24, 24-26, 25-22, 23-25, 10-15 |
|                                                                         | AZS Kraków       | 3 - 0 | Bye            |                                   |

#### Quinta fase

##### Andata
| 24 novembre 2010 - ore xx:xx Hala CRS Bielany, Varsavia          | Sparta Warszawa | 0 - 3 | PTPS     | 19-25, 15-25, 18-25        |
| 24 novembre 2010 - ore xx:xx Hala Widowiskowo-Sportowa, Cracovia | AZS Kraków      | 3 - 1 | Pszczyna | 25-22, 27-25, 23-25, 25-23 |

##### Ritorno
| 8 dicembre 2010 - ore xx:xx Hala MOSiR, Piła     | PTPS     | 3 - 0 | Sparta Warszawa | 25-17, 25-23, 25-19               |
| 8 dicembre 2010 - ore xx:xx Hala POSiR, Pszczyna | Pszczyna | 3 - 2 | AZS Kraków      | 27-25, 25-16, 16-25, 23-25, 15-13 |

#### Sesta fase
| 23 marzo 2011 - ore xx:xx Hala MOSiR, Piła                    | PTPS        | 3 - 1 | Gwardia Wrocław  | 20-25, 25-21, 25-15, 25-13 |
| 23 marzo 2011 - ore xx:xx Hala MOSiR, Rumia                   | Rumia       | 3 - 1 | AZS Białystok    | 25-5, 25-16, 25-19         |
| 24 marzo 2011 - ore xx:xx Hala MOSiR, Mielec                  | Stal Mielec | 0 - 3 | Dąbrowa Górnicza | 24-26, 20-25, 19-25        |
| 23 marzo 2011 - ore xx:xx Hala Widowiskowo-Sportowa, Cracovia | AZS Kraków  | 0 - 3 | Budowlani Łódź   | 22-25, 17-25, 20-25        |

#### Quarti di finale
| 8 aprile 2011 - ore xx:xx Hala Widowiskowo-Sportowa, Inowrocław | Muszynianka     | 3 - 0 | PTPS             | 25-20, 25-14, 25-20              |
| 8 aprile 2011 - ore xx:xx Hala Widowiskowo-Sportowa, Inowrocław | Pałac Bydgoszcz | 3 - 0 | Rumia            | 25-11, 25-11, 25-19              |
| 8 aprile 2011 - ore xx:xx Hala Widowiskowo-Sportowa, Inowrocław | BKS             | 3 - 2 | Dąbrowa Górnicza | 20-25, 19-25, 25-22, 25-20, 15-8 |
| 8 aprile 2011 - ore xx:xx Hala Widowiskowo-Sportowa, Inowrocław | Trefl Sopot     | 3 - 0 | Budowlani Łódź   | 25-14, 25-18, 25-12              |

#### Semifinali
| 9 aprile 2011 - ore xx:xx Hala Widowiskowo-Sportowa, Inowrocław | Muszynianka | 3 - 0 | Pałac Bydgoszcz | 25-17, 25-17, 25-22        |
| 9 aprile 2011 - ore xx:xx Hala Widowiskowo-Sportowa, Inowrocław | BKS         | 3 - 1 | Trefl Sopot     | 25-22, 22-25, 25-22, 25-11 |

#### Finale
| 10 aprile 2011 - ore xx:xx Hala Widowiskowo-Sportowa, Inowrocław | Muszynianka | 3 - 2 | BKS | 23-25, 25-22, 28-30, 25-23, 15-9 |

## Premi individuali
| Premio                 | Giocatrice           | Squadra     |
| ---------------------- | -------------------- | ----------- |
| MVP                    | Agnieszka Bednarek   | Muszynianka |
| Miglior attaccante     | Natalia Bamber       | BKS         |
| Miglior muro           | Berenika Tomsia      | BKS         |
| Miglior servizio       | Agnieszka Bednarek   | Muszynianka |
| Miglior palleggiatrice | Katarzyna Skorupa    | BKS         |
| Miglior ricevitrice    | Mariola Barbachowska | Muszynianka |
| Miglior difesa         | Agata Sawicka        | BKS         |